# 龟橄榄虫
龟橄榄虫（学名：Druppatractus testudo）为核虫科橄榄虫属的动物。分布于太平洋、菲律宾海、加利福尼亚海，包括东海等海域。